# Ротоватор

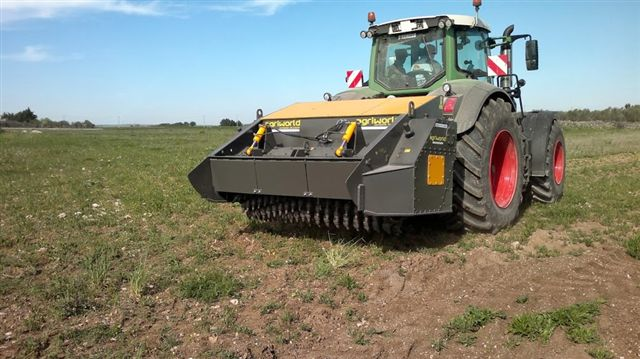
Ротоватор на тракторе

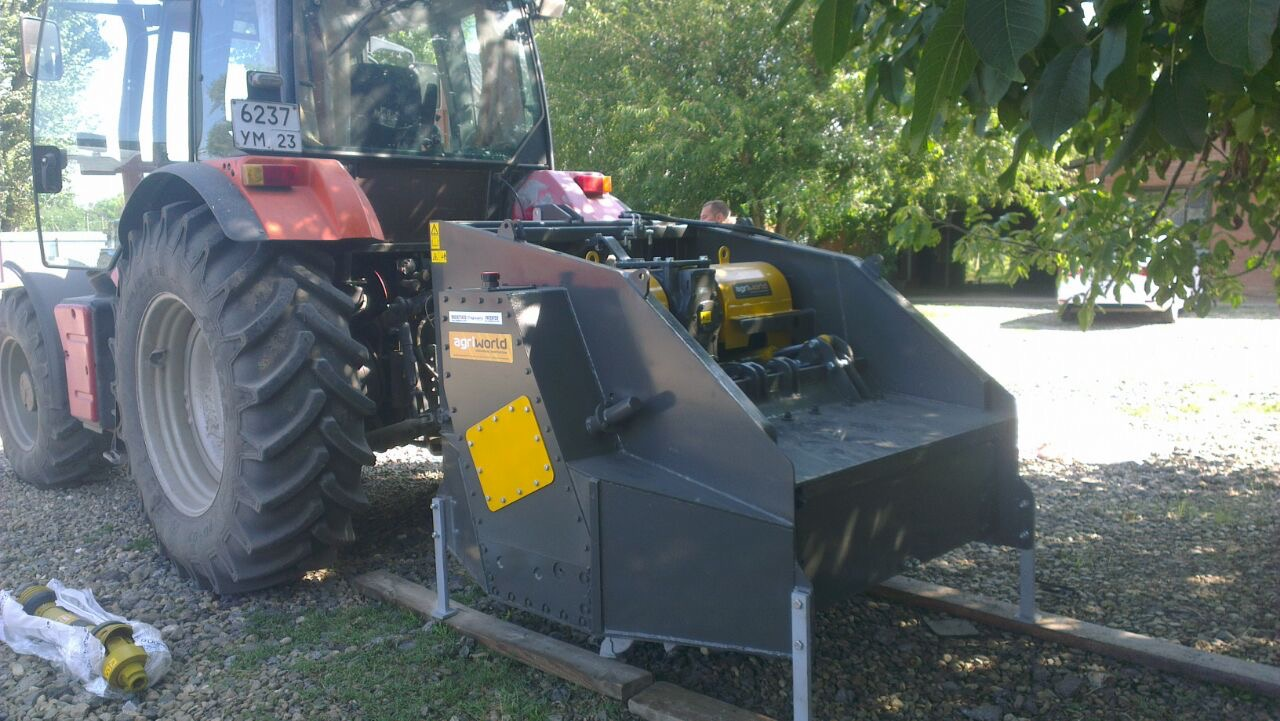
Ротоватор

Ротоватор (почвенная фреза) — это оборудование, предназначенное для дробления камней, древесины, пней и кустарника непосредственно под уровнем грунта земли. Наиболее близкое оборудование — мульчер.

## Рабочее устройство

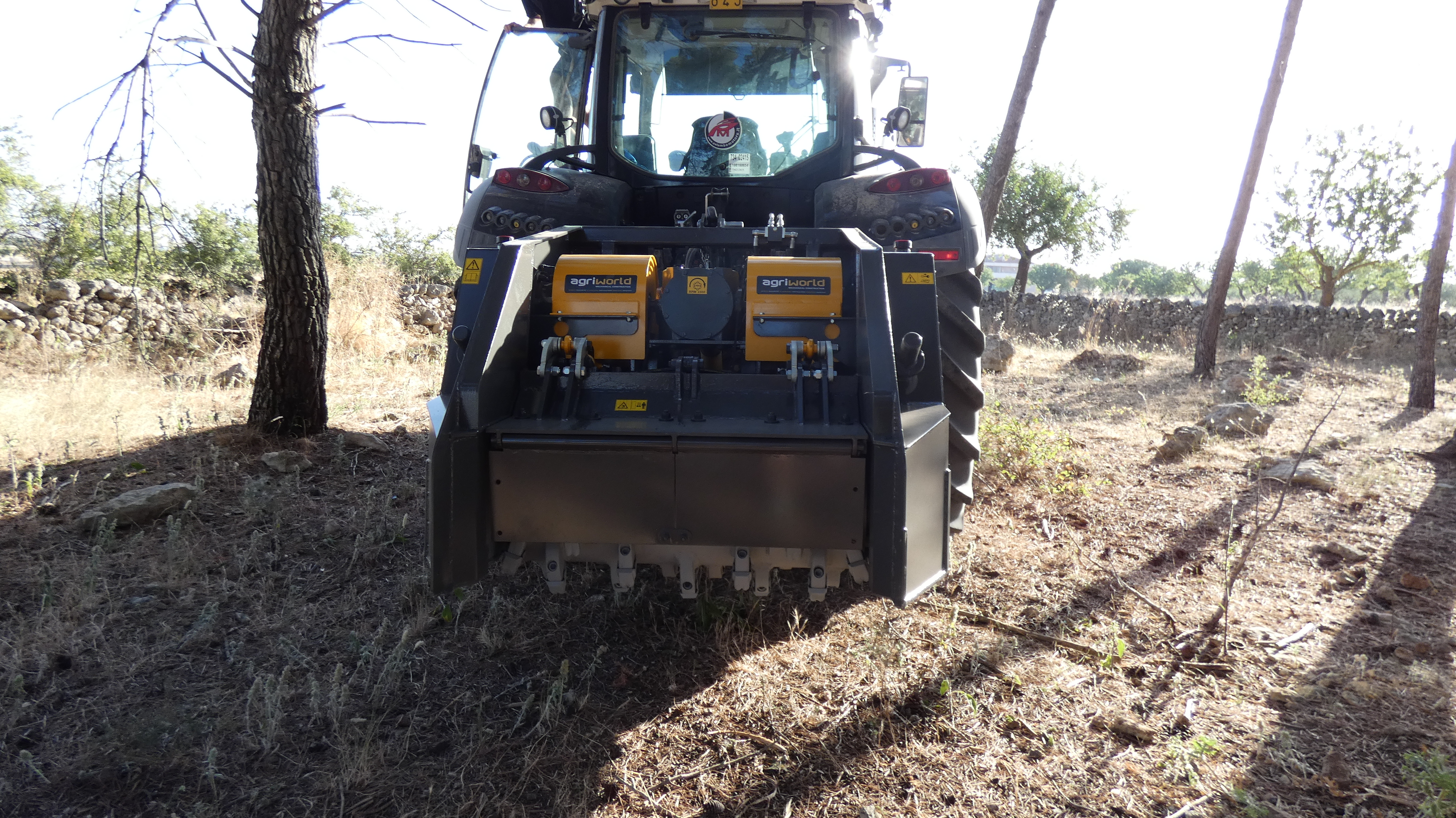
Ротоватор в России

Ротоватор представляет собой навесное оборудование, которое навешивается на различные тракторы разной мощности.
Рабочее устройство — стальной (металлический) барабан с установленными на нем неподвижными молотками. На барабан почвенной фрезы невозможно установить подвижные молотки. Корпус почвенной фрезы состоит из высокопрочной стали и по сути представляет собой измельчающую камеру, в которой и перемалываются камни, пни, корни и т. д. На ротоваторе также возможна установка открывающегося капота для того, чтобы регулировать пропускную способность измельчаемого материала и прикатывающего катка для выравнивания обработанной почвы . Основная задача почвенной фрезы — расчистка территории сельскохозяйственных полей от камней, пней и небольших деревьев (кустарников). Также они могут применяться для уничтожения старых садов, удаления старого асфальта и подготовки площадки под строительство различных объектов.
Ротоватор работает только с заглублением в грунт. Ротоватор не стоит путать с мульчером, который может работать только на поверхности земли. Мульчер выполняет работы по измельчению древесно — кустарниковой растительности, измельчению порубочных (сваленных) деревьев и остатков. Почвенная фреза — работает при заглублении в грунт на 5-70 см и используется для измельчения камней, пней, корней. Все дело в том, что для работы в грунте требуется небольшая скорость удара/резания, в то время как для измельчения кустарника и деревьев необходима большая скорость. Таким образом, исходя из технических решений, заложенных в конструкцию почвенной фрезы не следует его использовать в качестве мульчера. Ротоваторы более сложные по конструкции по сравнению с мульчерами, поскольку наличие камней в грунте предъявляют повышенные требования к надежности и износостойкости всех компонентов машины.

## Принцип работы

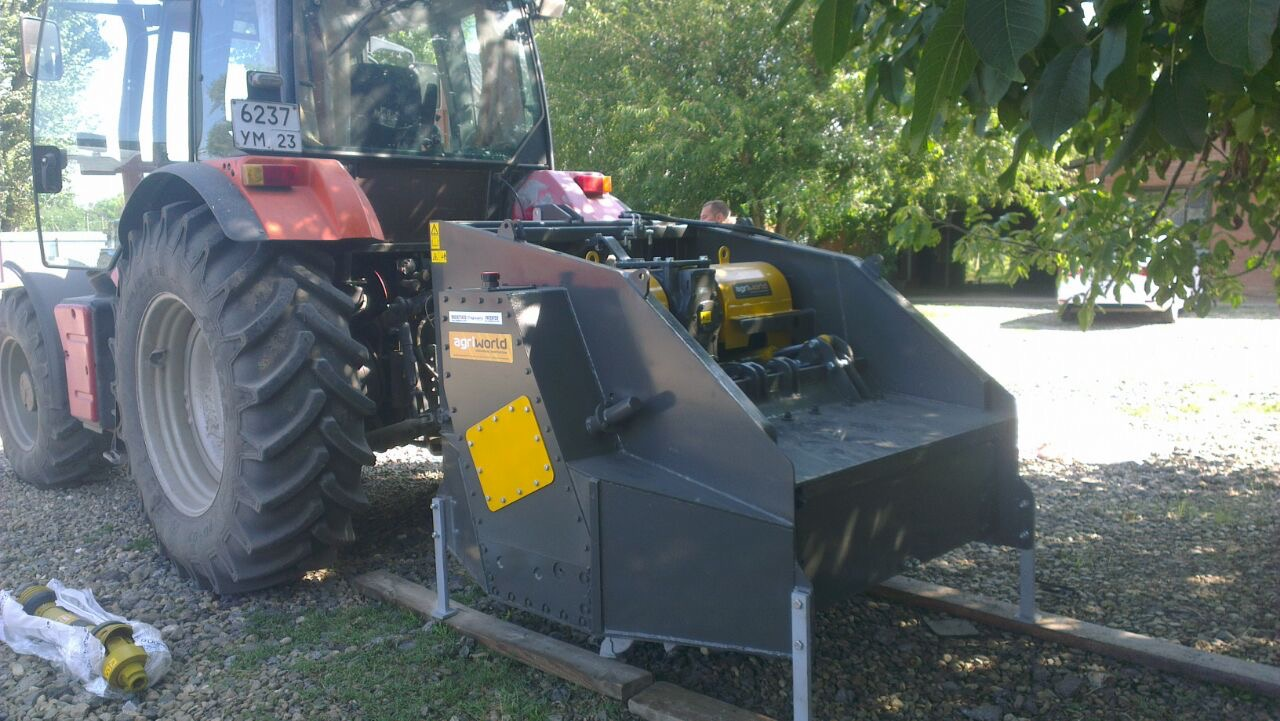
Почвенная фреза

Ротоватор навешивается на трехточечное устройство трактора и подключается к ВОМ, мощность трактора передается через карданный вал на редуктор, как правило работают на 540 оборотах либо на 1000 оборотах в минуту. Трактор заглубляет почвенную фрезу на необходимую глубину в грунт и начинает движение. Скорость движения трактора с работающим ротоватором не должна превышать 0,3 км/час, для этого на трактор устанавливается ходоуменьшитель или он должен быть им оснащен с завода-производителя. Камни, корни, попадающие под ротор измельчаются. Управление почвенной фрезой осуществляется водителем трактора.
Рабочим элементом любого ротоватора является барабан. На нем устанавливаются неподвижные резцы (молотки). Установка подвижных молотков невозможна в отличие от мульчера, так как ротоватор предназначен для работы с заглублением. Резцы почвенной фрезы различных производителей не взаимозаменяемы, более того, на ротоваторах одного производителя разных моделей, также не всегда взаимозаменяемы. При заказе дополнительного комплекта резцов необходимо указывать модель оборудования, производителя и тип инструмента. Важно обратить внимание на конструкцию ротора — он должен быть цилиндрической формы, без ребер жесткости и полностью состоять из стали без пустого места внутри, так как при работе это может привести к сгибанию барабана и выходу из строя оборудования. Нужно обращать внимание на крепление резцов и держателей. Держатели должны быть приварены к ротору, а зубья прикреплены к нему с помощью винтов (болтов). Важно, чтобы не было люфта и резец сидел на держателе плотно и надежно, чтобы крепежный механизм не подвергался трению и нагрузкам.

## Производители
Несмотря на схожесть конструкций почвенных фрез, молотки (неподвижные резцы) у всех производителей различны. Практически у каждого производителя конструкция резцов защищена патентом. При приобретении ротоватора стоит обратить внимание на наличие и доступность заменяемого элемента.
Крупные производители ротоваторов предлагают широкий выбор сменных молотков, это зависит от условий и поставленных задач для работ. Резцы с твердосплавными напайками самые распространенные.